# Sercan Özçelik
Sercan Özçelik (* 1. Mai 1982 in Düzce) ist ein türkischer ehemaliger Fußballspieler, der vier Spielzeiten für Şanlıurfaspor aktiv war.

## Karriere
Özçelik begann mit dem Vereinsfußball in der Jugend von Düzcespor. Hier erhielt er im Sommer 2001 einen Profivertrag, spielte aber zunächst ein weiteres Jahr fast ausschließlich für die Jugendmannschaft. Lediglich zum Saisonende absolvierte er zwei Ligaspiele für die Profis. Im Sommer 2003 verließ er Düzcespor und wechselte zu Boluspor. Für diesen Verein spielte er die nächsten vier Jahre, wobei er die Rückrunde der Saison 2006/07 als Leihspieler bei Uşakspor verbrachte.
Nachdem er ab Sommer 2007 zwei Spielzeiten für Alanyaspor gespielt hatte, wechselte er zum Drittligisten Şanlıurfaspor. Mit diesem Verein stieg er im Sommer 2012 als Meister der TFF 2. Lig in die zweitklassige TFF 1. Lig auf.

## Erfolge
- Mit Şanlıurfaspor:
  - Meister der TFF 2. Lig (1): 2011/12
  - Aufstieg in die TFF 1. Lig (1): 2011/12